# Cognaat (taalkunde)
Cognaten zijn verschillende woorden (binnen dezelfde taal of in verschillende talen) die etymologisch een gemeenschappelijke oorsprong hebben, en daardoor qua vorm in meer of mindere mate op elkaar lijken.

## Cognaten in verschillende taalfamilies

### Indo-Europese talen
Twee voorbeelden van in een groot deel van de Indo-Europese talen voorkomende cognaten met dezelfde betekenis zijn:
- Nederlands nacht: 
  - Germaans: Nederduits en Duits Nacht, Fries nacht, Engels night, Schots nicht, Zweeds natt, Gotisch nahts;
  - buiten-Germaans: Oudiers -nocht (vgl. Welsh nôs), Latijn nox (genitief noctis), Oudgrieks núks (gen. nuktós), Litouws naktìs, Oudkerkslavisch noštĭ (vgl. Russisch noč'), Albanees natë, Sanskriet nákt-, alle ‘nacht’; Hittitisch nekuz ‘'s avonds’; Tochaars A/B nktim/nekcīye ‘'s nachts’. Al deze woorden stammen van de gereconstrueerde Indo-Europese (PIE) wortel *nokʷ-t-.
- Nederlands ster:
  - Germaans: Nederduits Steern, Duits Stern, Fries stjer(re), Engels star, Schots starn, Zweeds stjärna, Gotisch staírnō;
  - buiten-Germaans: Oudiers ser (vgl. Cornisch steren), Latijn stēlla, Tochaars A/B śreñ (mv.)/ścirye, Oudgrieks astḗr, Hittitisch hašter-, Armeens astł, Sanskriet tā́raḥ (mv.), Avestisch star- (vgl. Perzisch setare, Koerdisch estêre),  alle ‘ster’. De vermoedelijke wortel in het Indo-Europees is *h₂ster- ‘ster’.

Uit bovengenoemde voorbeelden blijkt al dat cognaten in veel gevallen moeilijk te herkennen zijn, doordat de woordvorm in de loop van de tijd sterk is veranderd. Zo is het Nederlandse melk (< PIE *h₂melǵ- ‘melken’) overduidelijk een cognaat van het Engelse milk, maar als gevolg van de tweede Germaanse klankverschuiving wat minder duidelijk van het Hoogduitse Milch, of anderzijds van het Russische moloko.
Het Franse lait, het Roemeense lapte en het Spaanse leche zijn minder opvallende cognaten van het Griekse gálaktos (genitief van gála ‘melk’) (< PIE *ǵlákt-). Nog minder duidelijk is het dat het Duitse Hund en het Nederlandse hond cognaten zijn van het Franse chien, het Latijnse canis en het Griekse kúōn (gen. kunós), of dat het Nederlandse hart niet alleen een cognaat is van het Duitse Herz en het Engelse heart maar ook van het Latijnse cor (gen. cordis) en het Russische sérdce.

### Niet-Indo-Europese talen
Twee voorbeelden van cognaten in andere taalfamilies zijn:
- Hebreeuws shalóm, Arabisch salām en Aramees šəlāmā betekenen ‘vrede’. Het zijn ook cognaten, want ze zijn ontstaan uit een gemeenschappelijke Semitische wortel *šalām-.
- In de meest gesproken Fins-Oegrische talen zijn dit de woorden voor ‘drie’: Fins kolme en Ests kolm, Hongaars három.[1]

## Betekenisverschuiving
Hoewel het dus verwante woorden zijn, betekenen cognaten lang niet altijd hetzelfde. Vaak hangen de verschillende betekenissen tot op zekere hoogte nog wel samen, maar in andere gevallen heeft de betekenis van een bepaald woord zich dusdanig ontwikkeld dat het verband met de betekenis van de cognaten niet zonder uitleg valt te achterhalen.
Zo heeft het Nederlandse vragen een cognaat in het Nederduits en het Duits fragen, in het Engels pray, en in enkele Romaanse talen: Latijn precārī ‘bidden, smeken, verzoeken’, waarvan Frans prier. De oorspronkelijke betekenis ‘zeer dringend vragen, smeken, verzoeken’ of ‘bidden’ is in de drie laatste vormen gehandhaafd, maar in het Nederlands en Duits is de betekenis veel algemener geworden.
Een nog sterkere betekenisovergang is te zien bij het Engelse woord bead ‘kraal’, afkomstig uit het Oudengels ġebed ‘gebed (tot God)’. Cognaten van dit woord zijn beten ‘bidden’ naast bitten ‘verzoeken’ in het Duits en bidden in het Nederlands. De huidige betekenis van het Engelse woord heeft zich ontwikkeld uit het feit dat tijdens gebedsrituelen vaak uit kralen bestaande rozenkransen worden gebruikt.
Verder is het Nederlandse woord kerel verwant aan het Engelse woord churl (met de ingveoonse klankverschuivingen gaat de K over op Ch net als met kaas/cheese en kasteel/château). In het Nederlands heeft het woord niet per se een negatieve betekenis, en kan het zelfs een positieve betekenis hebben. In het Engels, waarin het origineel gewoon ‘man’ betekende, heeft het inmiddels de betekenis van "a rude and mean-spirited person".
Bij het vertalen vormen cognaten met uiteenlopende betekenissen in de brontaal en de doeltaal vaak een valkuil. Dit zijn de meest voorkomende voorbeelden van valse vrienden.
Een erg mooie cognaat die in verschillende verwante talen weliswaar herkenbaar is maar toch heel andere dingen is gaan betekenen, is het Oudhoogduitse "zūn" dat in het moderne Duits "Zaun" geworden is. Het betekende toen en nu "omheining". In het Nederlands kennen we het als "tuin", wat een omheind stukje grond was (en is). In het Engels werd dit "town", wat oorspronkelijk verwees naar een omwalde (dus omheinde) stad.

## Valse cognaten
Valse cognaten zijn woorden die zowel qua vorm als betekenis sterke overeenkomsten vertonen, maar in tegenstelling tot echte cognaten geen gemeenschappelijke etymologische wortel hebben.

## Verwante begrippen
Twee of meer cognaten binnen dezelfde taal worden leden van een doublet genoemd. In het Nederlands zijn "tafel" en "tabel" hier een mooi voorbeeld van. 
Woorden die in vorm en betekenis veel overeenkomst vertonen, maar niet per se dezelfde etymologische herkomst hoeven te hebben of alleen bepaalde morfemen delen, worden paroniemen genoemd. Cognaten zijn meestal ook paroniemen.